# 13e étape du Tour d'Espagne 2017
La 13e étape du Tour d'Espagne 2017 se déroule le vendredi 1er septembre 2017, entre Coín et Tomares, sur une distance de 198,4 kilomètres.

## Résultats

### Classement de l'étape
| \| Classement de l'étape \| Classement de l'étape \| Classement de l'étape \| Classement de l'étape \| Classement de l'étape \| \| Coureur \| Coureur \| Pays \| Équipe \| Temps \| \| --------------------- \| --------------------- \| --------------------- \| --------------------- \| --------------------- \| \| 1er \| Matteo Trentin \| Italie \| Quick-Step Floors \| 4 h 25 min 13 s \| \| 2e \| Gianni Moscon \| Italie \| Team Sky \| + 0 s \| \| 3e \| Søren Kragh Andersen \| Danemark \| Team Sunweb \| + 0 s \| \| 4e \| Michael Schwarzmann \| Allemagne \| Bora-Hansgrohe \| + 0 s \| \| 5e \| Tom Van Asbroeck \| Belgique \| Cannondale-Drapac \| + 0 s \| \| 6e \| Vincenzo Nibali \| Italie \| Bahrain-Merida \| + 0 s \| \| 7e \| Christopher Froome \| Royaume-Uni \| Team Sky \| + 0 s \| \| 8e \| Wilco Kelderman \| Pays-Bas \| Team Sunweb \| + 0 s \| \| 9e \| Alberto Contador \| Espagne \| Trek-Segafredo \| + 0 s \| \| 10e \| Nicolas Roche \| Irlande \| BMC Racing Team \| + 0 s \| |                      |             |                   |                 |
| |                      |             |                   |                 |
| Source : ProCyclingStats |                      |             |                   |                 |
| Classement de l'étape |                      |             |                   |                 |
| Coureur | Coureur              | Pays        | Équipe            | Temps           |
| 1er | Matteo Trentin       | Italie      | Quick-Step Floors | 4 h 25 min 13 s |
| 2e | Gianni Moscon        | Italie      | Team Sky          | + 0 s           |
| 3e | Søren Kragh Andersen | Danemark    | Team Sunweb       | + 0 s           |
| 4e | Michael Schwarzmann  | Allemagne   | Bora-Hansgrohe    | + 0 s           |
| 5e | Tom Van Asbroeck     | Belgique    | Cannondale-Drapac | + 0 s           |
| 6e | Vincenzo Nibali      | Italie      | Bahrain-Merida    | + 0 s           |
| 7e | Christopher Froome   | Royaume-Uni | Team Sky          | + 0 s           |
| 8e | Wilco Kelderman      | Pays-Bas    | Team Sunweb       | + 0 s           |
| 9e | Alberto Contador     | Espagne     | Trek-Segafredo    | + 0 s           |
| 10e | Nicolas Roche        | Irlande     | BMC Racing Team   | + 0 s           |

### Points attribués
| Sprint intermédiaire - Séville (km 183,2) | Sprint intermédiaire - Séville (km 183,2) | Sprint intermédiaire - Séville (km 183,2) | Sprint intermédiaire - Séville (km 183,2) | Sprint intermédiaire - Séville (km 183,2) |
| ----------------------------------------- | ----------------------------------------- | ----------------------------------------- | ----------------------------------------- | ----------------------------------------- |
|                                           | Coureur                                   | Pays                                      | Équipe                                    | Point(s)                                  |
| 1er                                       | Alessandro De Marchi                      | Italie                                    | BMC Racing                                | 4                                         |
| 2e                                        | Christian Knees                           | Allemagne                                 | Sky                                       | 2                                         |
| 3e                                        | Conor Dunne                               | Irlande                                   | Aqua Blue Sport                           | 1                                         |
| modifier                                  |                                           |                                           |                                           |                                           |

| Arrivée d'étape - Tomares (km 198,4) | Arrivée d'étape - Tomares (km 198,4) | Arrivée d'étape - Tomares (km 198,4) | Arrivée d'étape - Tomares (km 198,4) | Arrivée d'étape - Tomares (km 198,4) |
| ------------------------------------ | ------------------------------------ | ------------------------------------ | ------------------------------------ | ------------------------------------ |
|                                      | Coureur                              | Pays                                 | Équipe                               | Point(s)                             |
| 1er                                  | Matteo Trentin                       | Italie                               | Quick-Step Floors                    | 25                                   |
| 2e                                   | Gianni Moscon                        | Italie                               | Sky                                  | 20                                   |
| 3e                                   | Søren Kragh Andersen                 | Danemark                             | Sunweb                               | 16                                   |
| 4e                                   | Michael Schwarzmann                  | Allemagne                            | Bora-Hansgrohe                       | 14                                   |
| 5e                                   | Tom Van Asbroeck                     | Belgique                             | Cannondale-Drapac                    | 12                                   |
| 6e                                   | Vincenzo Nibali                      | Italie                               | Bahrain-Merida                       | 10                                   |
| 7e                                   | Christopher Froome                   | Royaume-Uni                          | Sky                                  | 9                                    |
| 8e                                   | Wilco Kelderman                      | Pays-Bas                             | Sunweb                               | 8                                    |
| 9e                                   | Alberto Contador                     | Espagne                              | Trek-Segafredo                       | 7                                    |
| 10e                                  | Nicolas Roche                        | Irlande                              | BMC Racing                           | 6                                    |
| 11e                                  | Steven Kruijswijk                    | Pays-Bas                             | Lotto NL-Jumbo                       | 5                                    |
| 12e                                  | Fabio Aru                            | Italie                               | Astana                               | 4                                    |
| 13e                                  | Michael Woods                        | Canada                               | Cannondale-Drapac                    | 3                                    |
| 14e                                  | Esteban Chaves                       | Colombie                             | Orica-Scott                          | 2                                    |
| 15e                                  | Patrick Konrad                       | Autriche                             | Bora-Hansgrohe                       | 1                                    |
| modifier                             |                                      |                                      |                                      |                                      |

|   | Coureur              | Pays      | Équipe          | Secondes |
| - | -------------------- | --------- | --------------- | -------- |
| 1 | Alessandro De Marchi | Italie    | BMC Racing      | 3 s      |
| 2 | Christian Knees      | Allemagne | Sky             | 2 s      |
| 3 | Conor Dunne          | Irlande   | Aqua Blue Sport | 1 s      |

|   | Coureur              | Pays     | Équipe            | Secondes |
| - | -------------------- | -------- | ----------------- | -------- |
| 1 | Matteo Trentin       | Italie   | Quick-Step Floors | 10 s     |
| 2 | Gianni Moscon        | Italie   | Sky               | 6 s      |
| 3 | Søren Kragh Andersen | Danemark | Sunweb            | 4 s      |

### Cols et côtes
| \| Alto de Ardales (km 27,2) 3e catégorie (7,2 km à 4,3%) \| Alto de Ardales (km 27,2) 3e catégorie (7,2 km à 4,3%) \| Alto de Ardales (km 27,2) 3e catégorie (7,2 km à 4,3%) \| Alto de Ardales (km 27,2) 3e catégorie (7,2 km à 4,3%) \| Alto de Ardales (km 27,2) 3e catégorie (7,2 km à 4,3%) \| \| ------------------------------------------------------ \| ------------------------------------------------------ \| ------------------------------------------------------ \| ------------------------------------------------------ \| ------------------------------------------------------ \| \| \| Coureur \| Pays \| Équipe \| Point(s) \| \| 1er \| Davide Villella \| Italie \| Cannondale-Drapac \| 3 \| \| 2e \| Thomas De Gendt \| Belgique \| Lotto-Soudal \| 2 \| \| 3e \| Arnaud Courteille \| France \| FDJ \| 1 \| \| modifier \| \| \| \| \| |                   |          |                   |          |
| Alto de Ardales (km 27,2) 3e catégorie (7,2 km à 4,3%) |                   |          |                   |          |
| | Coureur           | Pays     | Équipe            | Point(s) |
| 1er | Davide Villella   | Italie   | Cannondale-Drapac | 3        |
| 2e | Thomas De Gendt   | Belgique | Lotto-Soudal      | 2        |
| 3e | Arnaud Courteille | France   | FDJ               | 1        |
| modifier |                   |          |                   |          |

## Classements à l'issue de l'étape

### Classement général
| \| Classement général \| Classement général \| Classement général \| Classement général \| Classement général \| \| Coureur \| Coureur \| Pays \| Équipe \| Temps \| \| ------------------ \| ------------------ \| ------------------ \| ------------------ \| ------------------ \| \| 1er \| Christopher Froome \| Royaume-Uni \| Team Sky \| 53 h 48 min 06 s \| \| 2e \| Vincenzo Nibali \| Italie \| Bahrain-Merida \| + 59 s \| \| 3e \| Esteban Chaves \| Colombie \| Orica-Scott \| + 2 min 13 s \| \| 4e \| Wilco Kelderman \| Pays-Bas \| Team Sunweb \| + 2 min 17 s \| \| 5e \| David de la Cruz \| Espagne \| Quick-Step Floors \| + 2 min 23 s \| \| 6e \| Ilnur Zakarin \| Russie \| Katusha-Alpecin \| + 2 min 25 s \| \| 7e \| Fabio Aru \| Italie \| Astana \| + 2 min 37 s \| \| 8e \| Michael Woods \| Canada \| Cannondale-Drapac \| + 2 min 41 s \| \| 9e \| Alberto Contador \| Espagne \| Trek-Segafredo \| + 3 min 13 s \| \| 10e \| Miguel Ángel López \| Colombie \| Astana \| + 3 min 58 s \| |                    |             |                   |                  |
| |                    |             |                   |                  |
| Source : ProCyclingStats |                    |             |                   |                  |
| Classement général |                    |             |                   |                  |
| Coureur | Coureur            | Pays        | Équipe            | Temps            |
| 1er | Christopher Froome | Royaume-Uni | Team Sky          | 53 h 48 min 06 s |
| 2e | Vincenzo Nibali    | Italie      | Bahrain-Merida    | + 59 s           |
| 3e | Esteban Chaves     | Colombie    | Orica-Scott       | + 2 min 13 s     |
| 4e | Wilco Kelderman    | Pays-Bas    | Team Sunweb       | + 2 min 17 s     |
| 5e | David de la Cruz   | Espagne     | Quick-Step Floors | + 2 min 23 s     |
| 6e | Ilnur Zakarin      | Russie      | Katusha-Alpecin   | + 2 min 25 s     |
| 7e | Fabio Aru          | Italie      | Astana            | + 2 min 37 s     |
| 8e | Michael Woods      | Canada      | Cannondale-Drapac | + 2 min 41 s     |
| 9e | Alberto Contador   | Espagne     | Trek-Segafredo    | + 3 min 13 s     |
| 10e | Miguel Ángel López | Colombie    | Astana            | + 3 min 58 s     |

### Classement par points
| Classement par points | Classement par points | Classement par points | Classement par points | Classement par points |
| Coureur               | Coureur               | Pays                  | Équipe                | Points                |
| --------------------- | --------------------- | --------------------- | --------------------- | --------------------- |
| 1er                   | Matteo Trentin        | Italie                | Quick-Step Floors     | 103 pts               |
| 2e                    | Christopher Froome    | Royaume-Uni           | Team Sky              | 84 pts                |
| 3e                    | Vincenzo Nibali       | Italie                | Bahrain-Merida        | 63 pts                |
| 4e                    | Paweł Poljański       | Pologne               | Bora-Hansgrohe        | 58 pts                |
| 5e                    | José Joaquín Rojas    | Espagne               | Movistar Team         | 57 pts                |
| 6e                    | Tomasz Marczyński     | Pologne               | Lotto-Soudal          | 54 pts                |
| 7e                    | Matej Mohorič         | Slovénie              | UAE Team Emirates     | 47 pts                |
| 8e                    | Esteban Chaves        | Colombie              | Orica-Scott           | 40 pts                |
| 9e                    | Jan Polanc            | Slovénie              | UAE Team Emirates     | 40 pts                |
| 10e                   | Tom Van Asbroeck      | Belgique              | Cannondale-Drapac     | 37 pts                |

### Classement du meilleur grimpeur
| Classement du meilleur grimpeur | Classement du meilleur grimpeur | Classement du meilleur grimpeur | Classement du meilleur grimpeur | Classement du meilleur grimpeur |
| ------------------------------- | ------------------------------- | ------------------------------- | ------------------------------- | ------------------------------- |
|                                 | Coureur                         | Pays                            | Équipe                          | Point(s)                        |
| 1er                             | Davide Villella                 | Italie                          | Cannondale-Drapac               | 41 points                       |
| 2e                              | José Joaquín Rojas              | Espagne                         | Movistar                        | 27 pts                          |
| 3e                              | Christopher Froome              | Royaume-Uni                     | Sky                             | 21 pts                          |
| 4e                              | Thomas De Gendt                 | Belgique                        | Lotto-Soudal                    | 19 pts                          |
| 5e                              | Darwin Atapuma                  | Colombie                        | UAE Emirates                    | 18 pts                          |
| 6e                              | Romain Bardet                   | France                          | AG2R La Mondiale                | 12 pts                          |
| 7e                              | Tomasz Marczyński               | Pologne                         | Lotto-Soudal                    | 12 pts                          |
| 8e                              | Alexandre Geniez                | France                          | AG2R La Mondiale                | 11 pts                          |
| 9e                              | Lluís Mas                       | Espagne                         | Caja Rural-Seguros RGA          | 11 pts                          |
| 10e                             | Miguel Ángel López              | Colombie                        | Astana                          | 10 pts                          |
| modifier                        |                                 |                                 |                                 |                                 |

### Classement du combiné
| Classement du combiné | Classement du combiné | Classement du combiné | Classement du combiné | Classement du combiné |
| --------------------- | --------------------- | --------------------- | --------------------- | --------------------- |
|                       | Coureur               | Pays                  | Équipe                | Point(s)              |
| 1er                   | Christopher Froome    | Royaume-Uni           | Sky                   | 6 points              |
| 2e                    | Esteban Chaves        | Colombie              | Orica-Scott           | 23 pts                |
| 3e                    | Vincenzo Nibali       | Italie                | Bahrain-Merida        | 28 pts                |
| 4e                    | José Joaquín Rojas    | Espagne               | Movistar              | 28 pts                |
| 5e                    | Miguel Ángel López    | Colombie              | Astana                | 38 pts                |
| 6e                    | Wilco Kelderman       | Pays-Bas              | Sunweb                | 39 pts                |
| 7e                    | Michael Woods         | Canada                | Cannondale-Drapac     | 48 pts                |
| 8e                    | Jan Polanc            | Slovénie              | UAE Emirates          | 49 pts                |
| 9e                    | Romain Bardet         | France                | AG2R La Mondiale      | 54 pts                |
| 10e                   | Nicolas Roche         | Irlande               | BMC Racing            | 56 pts                |
| modifier              |                       |                       |                       |                       |

### Classement par équipes
| Classement par équipes | Classement par équipes | Classement par équipes | Classement par équipes |
| Équipe                 | Équipe                 | Pays                   | Temps                  |
| ---------------------- | ---------------------- | ---------------------- | ---------------------- |
| 1re                    | Astana                 | Kazakhstan             | 160 h 55 min 30 s      |
| 2e                     | Movistar Team          | Espagne                | + 17 s                 |
| 3e                     | Sky                    | Royaume-Uni            | + 6 min 44 s           |
| 4e                     | UAE Team Emirates      | Émirats arabes unis    | + 14 min 18 s          |
| 5e                     | Orica-Scott            | Australie              | + 37 min 22 s          |
| 6e                     | Caja Rural-Seguros RGA | Espagne                | + 38 min 58 s          |
| 7e                     | Team Sunweb            | Allemagne              | + 51 min 08 s          |
| 8e                     | Lotto NL-Jumbo         | Pays-Bas               | + 56 min 28 s          |
| 9e                     | Bahrain-Merida         | Bahreïn                | + 1 h 00 min 08 s      |
| 10e                    | BMC Racing Team        | États-Unis             | + 1 h 00 min 39 s      |

## Abandon
- 174 -  Omar Fraile (Dimension Data) : abandon